# Liste der Naturdenkmale im Amt Woldegk
Die Liste der Naturdenkmale im Amt Woldegk nennt die Naturdenkmale im Amt Woldegk im Landkreis Mecklenburgische Seenplatte in Mecklenburg-Vorpommern.

## Groß Miltzow
| Bild | Nr.        | Bezeichnung                 | Standort                                                  | Beschreibung | Schutzzweck | Verordnung |
| ---- | ---------- | --------------------------- | --------------------------------------------------------- | --- | ----------- | ---------- |
| BW   | 2447/415-0 | Hudewaldrest, 7 Stieleichen | (53° 32′ 4,9″ N, 13° 35′ 22,9″ O)                         | Unter anderem 7 als Naturdenkmal ausgewiesene Stieleichen. Die in Reihe wachsenden Stieleichen stehen auf der Pferdekoppel in Groß Miltzow. Die Naturdenkmale besitzen ein Alter von etwa 500 Jahren. Das stärkste Exemplar hatte im Jahre 1995 einen Stammumfang von 4,50 m.; Umweltamt Mecklenburg-Strelitz                                     |             |            |
| BW   | 2447/414-0 | Stieleiche                  | Holzendorf (Groß Miltzow) (53° 32′ 6″ N, 13° 34′ 23,2″ O) | Die etwa 500–600 Jahre alte Stieleiche wächst an der Schulstraße in Holzendorf. Das Naturdenkmal hatte im Jahre 1995 einen Stammumfang von 4,90 m. Auf einem starken, trockenen Ast im oberen Kronenbereich wurde ein hölzernes Wagenrad als Horsthilfe für Störche angebracht.; Umweltamt Mecklenburg-Strelitz                                   |             |            |
| BW   | 2447/416-0 | Ginkgo                      | (53° 32′ 2,8″ N, 13° 35′ 39,5″ O)                         | Der etwa 100-jährige Ginkgo wächst im Park Groß Miltzow. Im Jahre 1995 hatte das Naturdenkmal einen Stammumfang von 2 m. Beim Ginkgo handelt es sich um einen fossilen Laubbaum, der vor etwa 200 Millionen Jahren in unseren Breiten dominierte, noch vor der Entwicklung unserer heutigen Laub- und Nadelbäume.; Umweltamt Mecklenburg-Strelitz |             |            |
| BW   | 2447/417-0 | 3 Stieleichen               | (53° 31′ 58,8″ N, 13° 35′ 34,8″ O)                        | Die etwa 700–800 Jahre alten Stieleichen wachsen im Park Groß Miltzow. Die Naturdenkmale hatten im Jahre 1995 Stammumfänge von 6,00, 5,30 und 3,82 m.; Umweltamt Mecklenburg-Strelitz |             |            |
| BW   | 2447/418-0 | Stieleiche                  | Oertzenhof (Woldegk) (53° 31′ 21,7″ N, 13° 35′ 31,6″ O)   | Die etwa 700 Jahre alte Stieleiche wächst im Rabenholz bei Oertzenhof. In ihrem hohlen Stamm siedeln sich regelmäßig Höhlen- und Halbhöhlenbrüter an.; Landesheimatverband MV |             |            |
| BW   | 2447/419-0 | Salweide                    | Oertzenhof (Woldegk) (53° 31′ 8,8″ N, 13° 35′ 40,2″ O)    | Die etwa 50 Jahre alte Salweide wächst im Rabenholz, westlich des Forsthauses Rabenholz, am Bestandesrand zwischen Wald und Feld. Im Jahre 1995 hatte das Naturdenkmal einen Stammumfang von 2,31 m.; Umweltamt Mecklenburg-Strelitz |             |            |
| BW   | 2447/421-0 | Stieleiche                  | (53° 31′ 23,9″ N, 13° 36′ 23,8″ O)                        | Die etwa 200–300 Jahre alte Stieleiche wächst nordwestlich der Ruine in Klein Miltzow. Das Naturdenkmal hatte im Jahre 1995 einen Stammumfang von 4,75 m. Große Teile des Baumes sind schon abgestorben.; Umweltamt Mecklenburg-Strelitz |             |            |
| BW   | 2447/422-0 | Stieleiche                  | (53° 31′ 56,6″ N, 13° 36′ 39,6″ O)                        | Die etwa 200–300 Jahre alte Stieleiche wächst in der Feldmark östlich von Groß Miltzow. Das Naturdenkmal hatte im Jahre 1995 einen Stammumfang von 3,25 m.; Umweltamt Mecklenburg-Strelitz |             |            |
| BW   | 2447/423-0 | Stieleiche                  | (53° 31′ 55,2″ N, 13° 36′ 55,1″ O)                        | Die etwa 200–300 Jahre alte Stieleiche wächst in der Feldmark östlich von Groß Miltzow. Im Jahre 1995 hatte das Naturdenkmal einen Stammumfang von 4,57 m.; Umweltamt Mecklenburg-Strelitz |             |            |
| BW   | 2447/425-0 | Weißdorn                    | Kreckow (53° 30′ 49″ N, 13° 38′ 3,1″ O)                   | Der etwa 200–300 Jahre alte Weißdorn wächst südwestlich des Kreckower Parks auf einer Wiese. Im Jahre 1995 hatte das Naturdenkmal einen Stammumfang von 2,05 m.; Umweltamt Mecklenburg-Strelitz |             |            |
| BW   | 2447/424-0 | Friedhofslinde              | (53° 31′ 1,9″ N, 13° 38′ 28,7″ O)                         | Die etwa 700–800 Jahre alte Linde wächst auf dem Friedhof in Kreckow. Im Jahre 1995 hatte das Naturdenkmal einen Stammumfang von 7,30 m. Trotz des hohlen Stammes befindet sich der Baum in einem guten Zustand.; Umweltamt Mecklenburg-Strelitz                                                                                                  |             |            |

## Kublank
Hier sind keine Naturdenkmale bekannt.

## Neetzka
| Bild | Nr.        | Bezeichnung | Standort                           | Beschreibung | Schutzzweck | Verordnung |
| ---- | ---------- | ----------- | ---------------------------------- | --- | ----------- | ---------- |
| BW   | 2447/406-0 | Flatterulme | (53° 31′ 39,4″ N, 13° 29′ 53,5″ O) | Die Flatterulme wächst am Südwestufer des Neetzkaer Sees. Im Jahre 1995 hatte das Naturdenkmal einen Stammumfang von 7,50 m. Der Stamm des Baumes ist hohl, die Krone befindet sich in recht gutem Zustand.; Umweltamt Mecklenburg-Strelitz |             |            |

## Schönbeck
| Bild | Nr.        | Bezeichnung              | Standort                                             | Beschreibung | Schutzzweck | Verordnung |
| ---- | ---------- | ------------------------ | ---------------------------------------------------- | --- | ----------- | ---------- |
| BW   | 2447/405-0 | Bieneneiche              | bei Friedrichshof (53° 34′ 32,5″ N, 13° 31′ 42,2″ O) | Die etwa 300 Jahre alte „Bieneneiche“ wächst im Eichhorster Wald und befindet sich in einem guten Zustand. Umweltamt Mecklenburg-Strelitz |             |            |
| BW   | 2447/045-0 | 9 Stieleichen von Rattey | (53° 45′ 6,1″ N, 13° 36′ 58,3″ O)                    | Auf der Pferdekoppel von Rattey wächst eine Baumgruppe von 15 alten Eichen. Sie werden ein Alter von 800–1000 Jahren besitzen. Die stärksten Eichen zählen Stammumfänge von 7,55; 7,40; 6,87; 5,93 und 5,24 m. Alle Eichen sind von Anfang an im Freistand aufgewachsen. Somit ist auch die Ratteyer Pferdekoppel über viele Jahrhunderte ohne größere Unterbrechungen Dorfkoppel gewesen.; Landesheimatverband MV |             |            |

## Schönhausen
Hier sind keine Naturdenkmale bekannt.

## Voigtsdorf
Hier sind keine Naturdenkmale bekannt.

## Stadt Woldegk
| Bild | Nr.        | Bezeichnung    | Standort                                                | Beschreibung | Schutzzweck | Verordnung |
| ---- | ---------- | -------------- | ------------------------------------------------------- | --- | ----------- | ---------- |
| BW   | 2546/401-0 | Pyramideneiche | Rehberg (Woldegk) (53° 26′ 25,4″ N, 13° 27′ 57,6″ O)    | Die etwa 300–400 Jahre alte Pyramideneiche wächst auf dem Gelände der ehemaligen Gutsgärtnerei. Im Jahre 1995 hatte das Naturdenkmal einen Stammumfang von 2,02 m. Der Baum ist vollkommen gesund.; Umweltamt Mecklenburg-Strelitz                                                       |             |            |
| BW   | 2547/401-0 | Linde          | (53° 25′ 31,4″ N, 13° 33′ 54″ O)                        | Die etwa 800 Jahre alte Linde wächst auf dem Gelände der Gärtnerei. Im Jahre 1996 hatte das Naturdenkmal einen Stammumfang von 7,75 m. Der Stamm des Baumes ist hohl. 1991 ist die Krone ausgebrochen und der Stamm durch Brand stark geschädigt worden.; Umweltamt Mecklenburg-Strelitz |             |            |
| BW   | 2547/408-0 | Stieleiche     | (53° 24′ 50,8″ N, 13° 36′ 41,4″ O)                      | Die etwa 500–600 Jahre alte Linde wächst am Nordostufer des Dammsees. Im Jahre 1995 hatte das Naturdenkmal einen Stammumfang von 4,11 m.; Umweltamt Mecklenburg-Strelitz |             |            |
| BW   | 2547/0B4-0 | Stieleiche     | (53° 26′ 42,7″ N, 13° 38′ 56,4″ O)                      | Inhaltliche Ersterfassung 09.02.2009, LEB e.V. |             |            |
| BW   | 2547/405-0 | Stieleiche     | Mildenitz (53° 28′ 54,8″ N, 13° 37′ 44,8″ O)            | Die etwa 500 Jahre alte Stieleiche wächst nordwestlich von Mildenitz. Im Jahre 1995 hatte das Naturdenkmal einen Stammumfang von 4,96 m. Die Krone des Baumes befindet sich in einem guten Zustand. Neben dem Baum liegt ein Findling.; Umweltamt Mecklenburg-Strelitz                   |             |            |
| BW   | 2547/403-0 | Rotbuche       | Helpter Berge (53° 29′ 8,2″ N, 13° 36′ 42,1″ O)         | Die Stelzen-Rotbuche ist etwa 120 Jahre alt. Im Jahre 1995 hatte das Naturdenkmal Stammumfänge von 1,60 und 1,15 m. Der Solitärbaum wächst inmitten einer Verjüngung.; Umweltamt Mecklenburg-Strelitz                                                                                    |             |            |
| BW   | 2447/404-0 | Wildbirne      | Oertzenhof (Woldegk) (53° 30′ 17,6″ N, 13° 34′ 14,9″ O) | Die etwa 60 Jahre alte Wildbirne wächst südlich der Ortschaft Oertzenhof, nahe der Verbindungsstraße Pasenow-Helpt. Im Jahre 1995 hatte das Naturdenkmal einen Stammumfang von 1,96 m.; Umweltamt Mecklenburg-Strelitz                                                                   |             |            |
| BW   | 2447/401-0 | Stieleiche     | (53° 30′ 25,2″ N, 13° 35′ 31,6″ O)                      | Die etwa 400–500 Jahre alte Stieleiche wächst im ehemaligen Pfarrgarten von Helpt. Im Jahre 1995 hatte das Naturdenkmal einen Stammumfang von 4,72 m.; Umweltamt Mecklenburg-Strelitz |             |            |
| BW   | 2447/402-0 | Stieleiche     | Oertzenhof (Woldegk) (53° 31′ 0,1″ N, 13° 34′ 46,9″ O)  | Die etwa 400–500 Jahre alte Stieleiche wächst östlich der Ortschaft Oertzenhof an der Straße.; Umweltamt Mecklenburg-Strelitz |             |            |
| BW   | 2447/420-0 | Stieleiche     | Oertzenhof (Woldegk) (53° 31′ 2,3″ N, 13° 35′ 34,8″ O)  | Die etwa 400–500 Jahre alte Stieleiche wächst südwestlich des Forsthauses Rabenholz frei auf dem Feld. Im Jahre 1995 hatte das Naturdenkmal einen Stammumfang von 4,32 m.; Umweltamt Mecklenburg-Strelitz                                                                                |             |            |